# District de Bukombe
Bukombe est un district situé dans la région de Geita, au nord-ouest de la Tanzanie.